# Punta del Sec
La Punta del Sec és una muntanya de 982 metres que es troba al municipi de Vilaplana, a la comarca catalana del Baix Camp.